# Gluino
In der Teilchenphysik sind Gluinos {\displaystyle {\tilde {g}}} die hypothetischen supersymmetrischen Partner der Gluonen {\displaystyle g\!\,}.

## Eigenschaften
Gluinos sind Majorana-Fermionen, d. h. elektrisch neutrale Elementarteilchen mit halbzahligem Spin, genauer: mit einem Spin von 1/2. Als Oktett von Farbladungen unterliegen sie der starken Wechselwirkung. Da es 8 verschiedene Gluonen (Farbkombinationen) gibt, gibt es entsprechend auch 8 verschiedene Gluinos. Gluinos haben die Leptonenzahl 0 und Baryonenzahl 0.

## Postulierte Beobachtungen
Man erwartet eine Paarproduktion von Gluinos in Teilchenbeschleunigern wie dem Large Hadron Collider (LHC). Die beiden Gluinos sollten per starker Wechselwirkung jeweils in ein Quark und ein Squark zerfallen, günstige Masseverhältnisse vorausgesetzt. Die beiden Squarks wiederum würden dann jeweils in ein anderes Quark und das leichteste supersymmetrische Teilchen (LSP) zerfallen. Letztere würden den Detektor unbemerkt verlassen. Das bedeutet, dass vier Jets (für 2x2 Quarks) und fehlende Energie ein typisches Signal für ein Gluinopaar am LHC wären.
Sollten die Gluinos jedoch leichter als die Squarks sein, dann wäre ein Dreiteilchenzerfall eines Gluinos in ein Neutralino und ein Quark-Antiquark-Paar kinematisch mithilfe eines off shell-Squarks möglich.